# Nuda (песня)
«Nuda» (с итал. — «Обнажённая») — песня, записанная итальянской певицей Миной для её альбома Singolare 1976 года. Песню написал Дон Баки, а аранжировку сделал Пино Прести. В мае 1976 года песня была выпущена как сингл и заняла 6-е место, продержавшись в итальянском чарте в общей сложности 17 недель.
На стороне «Б» сингла была песня «Colpa mia» (с итал. — «Моя вина»), написанная Джаном Пьеретти, Роберто Соффичи и Симоном Лукой. Она использовалась в качестве музыкальной темы радиопрограммы Gran varietà. 18 июня 1976 года Мина исполнила эту песню в музыкальном шоу Dal Ticino con simpatia на канале RSI TV, которое транслировалось из Дворца конгрессов в Лугано с участием итальянских музыкантов, живущих в Швейцарии. Это было одно из последних появлений Мины на телевидении.

## Варианты издания
7"-сингл
A. «Nuda» — 4:00
B. «Colpa mia» — 4:02

## Чарты
| Чарт (1976)              | Высшая позиция |
| ------------------------ | -------------- |
| Италия (Billboard)       | 10             |
| Италия (Musica e dischi) | 6              |